# ویدئوشناسی کیتی پری

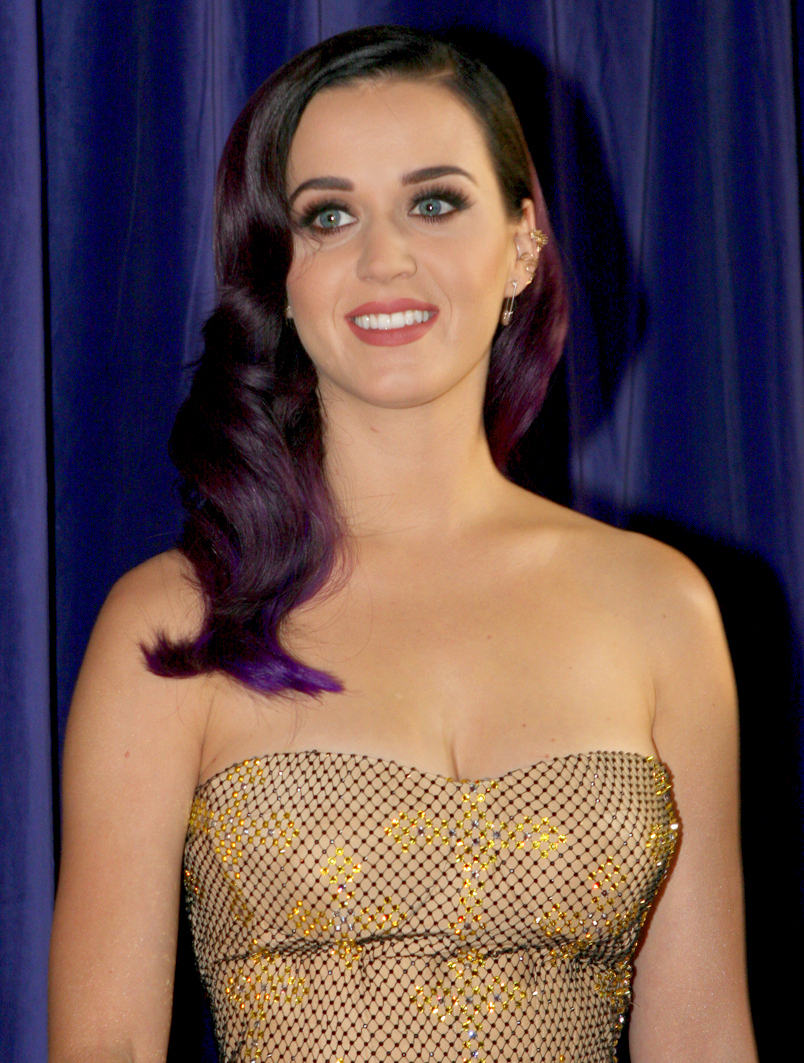
کیتی پری در اکران فیلم بخشی از من در ژوئن ۲۰۱۲

کیتی پری، خواننده آمریکایی، تاکنون یک آلبوم ویدیویی منتشر کرده‌است و در ۳۳ موزیک ویدئو، شش فیلم، دوازده نمایش تلویزیونی و دوازده تبلیغ تلویزیونی ظاهر شده‌است. پس از حضور در چندین موزیک ویدئو در بین سال‌های ۲۰۰۴ تا ۲۰۰۷، مانند فعلاً خداحافظ، ویدیویی برای ترانهٔ خیلی گی ای برای معرفی او به صنعت موسیقی منتشر شد. در سال ۲۰۰۸ او ویدئوهایی برای ترانه‌های دختری را بوسیدم و داغ و سرد منتشر کرد که هر دو از دومین آلبوم او یعنی یکی از پسرها گرفته شده بود. در سال بعد، ویدئوهای فکر کردن به تو و بیداری در وگاس منتشر شدند.
انتشار سومین آلبوم پری، رویای نوجوانی (۲۰۱۰)، با تک‌آهنگ دختران کالیفرنیا آغاز شد که موزیک ویدئوی آن با حضور اسنوپ داگ منتشر شد. ویدئوی آتش‌بازی او جایزهٔ بهترین موزیک ویدئوی ام.تی. وی را در سال ۲۰۱۱ برد. ویدئو ئی.تی. که فضا را نمایش می‌داد با حضور کانیه وست منتشر شد و جایزهٔ بهترین همکاری در موزیک ویدئوی ام.تی.وی. ۲۰۱۱ را به دست آورد. او همچنین ویدئوهای آخرین جمعه شب (دربارهٔ حوادث بعد از یک مهمانی خانگی) و آن کسی که ول کرد (دربارهٔ یک معشوق از دست داده) را نیز منتشر کرد. در سال ۲۰۱۲ او آلبوم سومش رو با نام رؤیای نوجوانی: شیرینی کامل بازنشر کرد و برای دو تک‌آهنگ بخشی از من و کاملاً هوشیار ویدئوهایی منتشر نمود.
یک سال بعد، پری چهارمین آلبوم استودیویی خود به نام منشور را منتشر کرد که غرش تک‌آهنگ آغازین این آلبوم بود و موزیک ویدئوی آن، او را در یک جنگل پس از سقوط هواپیما نشان می‌داد. ویدئوی تک‌آهنگ بعدی او، بدون شرط، دربارهٔ یک عشق بدون شرط است. موزیک ویدئوی ۲۰۱۴ او، اسب تیره، مصر باستان را به تصویر می‌کشد. در ویدئوی روز تولد، او پنج شخصیت متفاوت را که در جشن‌های تولد سرگرم هستند را نمایش می‌دهد. در ژوئن ۲۰۱۵ موزیک ویدئوی اسب تیرهٔ او، توانست اولین موزیک ویدئوی یک هنرمند زن باشد که به آمار ۱ میلیارد بازدید در ویوو دست می‌یابد. یک ماه بعد، موزیک ویدئوی غرش نیز توانست به ۱ میلیارد بازدید برسد و او را اولین هنرمند کند که چند ویدئو با بیش از یک میلیارد بازدید داشته‌است.

## ویدئوشناسی

### فیلم‌ها
| فیلم                      | سال  | نقش      | توضیحات    | Ref.          |
| ------------------------- | ---- | -------- | ---------- | ------------- |
| اسمورف‌ها                  | ۲۰۱۱ | اسمورفیت | صداپیشه    | [ ۴ ]         |
| کیتی پری: بخشی از من      | ۲۰۱۲ | خودش     | مستند      | [ ۵ ]         |
| اسمورف‌ها ۲                | ۲۰۱۳ | اسمورفیت | صداپیشه    | [ ۶ ]         |
| برند:بازگشت دوباره        | ۲۰۱۵ | خودش     | مستند      | [ ۷ ]         |
| کیتی پری:تور جهانی منشوری | ۲۰۱۵ | خودش     | فیلم کنسرت | [ ۸ ]         |
| جرمی اسکات: طراح مردم     | ۲۰۱۵ | خودش     | مستند      | [ ۹ ]         |
| زولندر ۲                  | ۲۰۱۶ | خودش     | فیلم کمدی  | [ ۱۰ ] [ ۱۱ ] |